# Acanthodasys
Acanthodasys is een geslacht van buikharigen uit de familie van de Thaumastodermatidae. De wetenschappelijke naam van het geslacht soort werd voor het eerst geldig gepubliceerd in 1927 door Remane.

## Soorten
- Acanthodasys aculeatus Remane, 1927
- Acanthodasys algarvense Hummon, 2008
- Acanthodasys arcassonensis Kisielewski, 1987
- Acanthodasys australis Bosco, Lourenço, Guidi, Balsamo, Hochberg & Garraffoni, 2020
- Acanthodasys caribbeanensis Hochberg & Atherton, 2010
- Acanthodasys carolinensis Hummon, 2008
- Acanthodasys comtus Lee, 2012
- Acanthodasys ericinus Lee, 2012
- Acanthodasys fibrosus Clausen, 2004
- Acanthodasys flabellicaudus Hummon & Todaro, 2009
- Acanthodasys lineatus Clausen, 2000
- Acanthodasys paurocactus Atherton & Hochberg, 2012
- Acanthodasys silvulus Evans, 1992

### Synoniemen
- Acanthodasys arcachonensis Kisielewski, 1987 => Acanthodasys arcassonensis Kisielewski, 1987